# Apple Card
Apple Card是由美國蘋果公司與高盛合作發行的網路銀行信用卡，主要用於iPhone上的Apple Pay 。該信用卡在2019年8月20日於美國正式啟用。 
2019年3月25日Apple在特別活動上發佈了Apple Card，此外，本次特別活動中，Apple聚焦在其提供的服務及串流平台而非發布硬體，也是Apple罕見在發佈會上全程未提及硬體或裝置的一次。

## 功能
透過Wallet申辦Apple Card後，Apple Card不會跟使用者收取利息、信用卡費等額外費用，亦不收取遲交的國際費用或年費。

### 獎勵計劃
使用Apple Pay完成購買提供2％的「每日現金」現金回饋獎勵計畫，购买Apple相关服务或设备时為3％，使用實體卡時為1％。透過Apple Wallet可獎勵累積並以Apple Pay Cash每日支付。

### 隱私權
一但註冊Apple Card後，會在註冊iPhone建立一個獨立的永久卡號，並儲存在iPhone的安全元件中，為提供Apple Pay使用的一種特殊安全晶片。每次Apple Card的交易皆需要透過使用iPhone中的Face ID或Touch ID來取得交易權限，每筆交易都會產生一次性的「動態安全代碼」。Apple Card建立的獨特安全和隱私架構意即Apple不會知道使用者的購物位置、購買內容或交易金額。

### 合作伙伴
Apple Card的合作夥伴由高盛銀行作為發卡機構、並以MasterCard系統作為Apple Card的全球網路支付系統。

### 實體卡片
除了虛擬卡片外，Apple另外設計實體鈦金卡，可在尚未支援Apple Pay非接觸式付款的地方購物。該卡具有EMV晶片和磁條，但卡片上僅印有持卡人姓名，不會註記卡號、CVV 安全碼、有效期或簽名，如有必要可在Apple Wallet應用程式中找到上述資訊。

## 使用地區

### 美國
Apple Card 在2019年8月20日於美國正式啟用。

### 台灣
金融監督管理委員會表示，由於Apple Card的發卡銀行為高盛銀行，而高盛在臺灣並無商業銀行業務，且Apple Card的細節尚未明朗，若蘋果公司將Apple Card引進臺灣，可以利用在臺設立信用卡發行機構的方式，也可與臺灣的銀行合作採聯名卡形式發行，而合作銀行須符合信用卡業務管理辦法規定辦理。